# 13088 Filipportera
A 13088 Filipportera (ideiglenes jelöléssel 1992 PB1) a Naprendszer kisbolygóövében található aszteroida. Eric Walter Elst fedezte fel 1992. augusztus 8-án.